# Austropolyphaga perkinsi
Austropolyphaga perkinsi är en kackerlacksart som beskrevs av M. Josephine Mackerras 1968. Austropolyphaga perkinsi ingår i släktet Austropolyphaga och familjen Polyphagidae. Inga underarter finns listade.